# Краснотурьинск (муниципальный округ)
Городской округ Краснотурьи́нск — муниципальное образование в Свердловской области России, относится к Северному управленческому округу.
Административный центр — город Краснотурьинск.
С точки зрения административно-территориального устройства области, ГО находится в границах административно-территориальной единицы город Краснотурьинск (соответствует категории города областного подчинения).
С 1 января 2025 года имеет статус муниципального округа.

## География
Городской округ Краснотурьинск расположен в северо-западной части Свердловской области, в Северном округе. Данный городской округ образован в границах административно-территориальной единицы «город Краснотурьинск», территория которой полностью соответствует территории городского округа. Площадь городского округа Краснотурьинск — 718,93 км², что составляет приблизительно 0,37% от общей площади Екатеринбуржья.
С физико-географической точки зрения, городской округ Краснотурьинск находится на восточном склоне Урала, в таёжной зоне. Городской округ вытянут с севера на юг, немного отклоняясь по своей оси от строго меридионального направления впепёд по часовой стрелке. Территория округа напоминает форму прямоугольника с небольшими вырезами у краёв. Расстояние между самой северной и самой южной точками городского округа составляет примерно 50 км.
Административный центр городского округа — город Краснотурьинск — одновременно является центром Северного управленческого округа, включающего ещё 14 городских округов в северной части области. Город расположен примерно между географическим центром городского округа и его западной границей.
Городской округ Краснотурьинск, которому соответствует административно-территориальная единица «город Краснотурьинск», граничит:
- на севере, северо-западе и западе — с Волчанским городским округом и городским округом Карпинск соответственно, которые вместе образуют административно-территориальную единицу «город Карпинск»;
- на юге — с Новолялинским городским округом, которому соответствует Новолялинский район;
- на востоке — с Серовским городским округом, которому соответствует административно-территориальная единица «город Серов».

### Водоёмы
На турьинских землях нет больших озёр. Все водоёмы в основном искусственного происхождения. Основные реки городского округа: Большая Волчанка, Турья и Каква — протекают по северу, середине и югу городского округа соответственно, преимущественно с запада на восток. Все три реки берут истоки к западу от городского округа Краснотурьинск и являются правыми притоками Сосьвы — правой составляющей реки Тавды Иртышского бассейна. Сама Сосьва протекает за пределами городского округа, в 10-20 км от его восточной границы.
Через Краснотурьинск и центральную часть городского округа протекает река Турья́. В западной части города Краснотурьинска на реке образовано Краснотурьинское водохранилище, тянущееся от соседнего города Карпинска. Притоки Турьи, полностью или частично протекающие по землям городского округа Краснотурьинск (от верхнего течения к нижнему): Лимка, Кедровка, Устея, Лоб и другие.
В глухой таёжной местности на юге городского округа протекает извилистая река Ка́ква, по берегам которой расположены чудесные скалы: Синие скалы, Вдовец, Шихан, Полутовские скалы и др. Вблизи пересечения Каквой межмуниципальной границы с соседним Серовским городским округом река образует Киселёвское водохранилище, основная часть которого находится за пределами турьинских земель.
В глухой таёжной местности севера городского округа протекает река Больша́я Волча́нка, в которую в пределах округа справа впадает река Чёрная. За пределами округа в неё также справа впадает река Гарничная, однако русло её находится тоже в основном на турьинских землях. Чёрная же берёт исток в Чернореченском болоте и протекает с юга на север. На правом берегу Чёрной расположен посёлок Чернореченск. Её левый приток — Калья. На северо-востоке  городского округа начинается река Ларьковка, которая за его пределами впадает в Оньту — правый приток Большой Волчанки.

### Транспорт
Городской округ Краснотурьинск с запада на восток пересекает автодорога «Северный широтный коридор», соединяющая уральские города Серов, Ивдель и города соседней Югры. В границах городского округа и в соседних муниципальных образованиях от данной автодороги есть ответвления на город Краснотурьинск, посёлки Воронцовка и Рудничный. Посёлки Прибрежный и Чернореченск, расположенные в северной части городского округа Краснотурьинск, соединены с городом Краснотурьинском местной дорогой.
Через городской округ Краснотурьинск проходят также участки железнодорожной ветки Серов-Сортировочный — Бокситы и ответвляющихся от неё веток Воронцовка — Карпинск, а также несколько промышленных. Первая ветка является пассажирской. В границах городского округа на ней расположены:
- станция Красный Железняк (в посёлке Рудничном),
- станция Воронцовка (в одноимённом отдалённом посёлке, вошедшем в состав Краснотурьинска),
- остановочный пункт Краснотурьинская (железнодорожный вокзал Краснотурьинска),
- станция Климки (к северо-западу от города),
- станция Подсобный (в упразднённом посёлке Брусничном).

## История

### Краснотурьинский городской совет
27 ноября 1944 года рабочий посёлок Турьинский был выделен из пригородной черты города Карпинска, преобразован в город областного значения и переименован в Краснотурьинск. В состав городской черты также был включён посёлок ж/д станции Медная шахта, а новообразованному Краснотурьинскому горсовету подчинены рабочий посёлок Рудничный и Волчанский сельсовет.
2 апреля 1944 года населённое место Волчанка было преобразовано в рабочий посёлок с подчинением его Краснотурьинскому горсовету, а Волчанский сельсовет упразднён.
15 февраля 1949 года населённые места: Весёлый, Гаревая, Каменка, Луковка, Пещерный, Подносовая, Полутовка, Устея, Холодный и Шихан были переданы из Серовского района в состав пригородной зоны Краснотурьинска и подчинены Воронцовскому поссовету.
22 июля 1955 года посёлок 3-го леспромхоза был перечислен из административного подчинения городу Краснотурьинску в подчинение городу Карпинску.
25 января 1956 года рабочий посёлок Волчанка был преобразован в город Волчанск, а 13 ноября 1959 года Волчанск и населённые пункты Берёзовка, Черноурье, Григорьевка, Макарьевка, Подсобного хозяйства, Верхний Стан, Волчанское Зимовье, Талица, Магдалина, Кордон-лесничество, Заболотная, Мостовая, Козий Разъезд переданы из состава Краснотурьинского горсовета в подчинение Карпинского горсовета.
1 февраля 1963 года Краснотурьинский горсовет был подчинён Свердловскому областному (промышленному) Совету депутатов трудящихся. Горсовету были подчинены Воронцовский и Рудничный поссоветы.
14 февраля 1964 года посёлок Берёзовский был передан из состава Волчанского горсовета пригородной зоны города Краснотурьинска в подчинение Покровск-Уральского  поссовета пригородной зоны города Североуральска.
15 января 1965 года был образован Чернореченский сельсовет с цеетром в деревне Чёрной в составе посёлков Волчанского и Магдалина.
22 ноября 1966 года посёлок 20-го километра был переименован  в Брусничный.
11 октября 1972 года были упразднены посёлки Золотой и Полутовка Воронцовского поссовета и посёлок Волчанский Чернореченского сельсовета.
9 февраля 1977 года в состав посёлка Рудничного включён посёлок Белка.
12 ноября 1979 года Исполнительный комитет Свердловского областного Совета народных депутатов принял решение просить Президиум Верховного Совета РСФСР переименовать поселок Чёрная в поселок Чернореченск, а поселок I I сельхозучасток  в поселок  Прибрежный.
24 июля 1984 года был упразднён посёлок Каменка Рудничного поссовета.
8 июля 1985 года посёлок  был переименован в Чернореченск, а посёлок 11 сельхозучасток — в Прибрежный.

### Муниципальное образование
17 декабря 1995 года по результатам местного референдума было создано муниципальное образование город Краснотурьинск, включившее в себя Краснотурьинск и территории, подчинённые городской администрации. 10 ноября 1996 года муниципальное образование было внесено в областной реестр.
Областным законом от 12 октября 2004 года муниципальное образование город Краснотурьинск было наделено с 31 декабря 2004 года статусом городского округа. Рабочие посёлки Воронцовка и Рудничный были преобразованы в сельские населённые пункты.
1 января 2006 года муниципальное образование город Краснотурьинск было переименовано в городской округ Краснотурьинск.

## Население
| 2002    | 2009    | 2010    | 2011    | 2012    | 2013    | 2014    |
| ------- | ------- | ------- | ------- | ------- | ------- | ------- |
| 70 694  | ↘67 403 | ↘65 062 | ↗65 076 | ↘64 763 | ↘64 579 | ↘64 120 |
| 2015    | 2016    | 2017    | 2018    | 2019    | 2020    | 2021    |
| ↘63 790 | ↘63 181 | ↘62 602 | ↘62 079 | ↘61 569 | ↘61 161 | ↘59 686 |
| 2023    |         |         |         |         |         |         |
| ↘59 269 |         |         |         |         |         |         |

## Населённые пункты, административно-территориальное устройство
С 2019 года в состав муниципального образования (городского округа) и административно-территориальной единицы (города) входят 5 населённых пунктов: 1 город, остальные сельские. До 1 октября 2017 года на уровне административно-территориального устройства выделялся Чернореченский сельсовет, остальные сельские населённые пункты непосредственно входили в город как административно-территориальную единицу.

### Административно-территориальное устройство до 1.10.2017
| № | ТЕ / АТЕ                 | Состав                                           | Упразднённые после 1991 н.п. |
| - | ------------------------ | ------------------------------------------------ | ---------------------------- |
| 1 | город Краснотурьинск     | Краснотурьинск                                   |                              |
| 2 | с.н.п.                   | посёлки Воронцовка, Прибрежный, Рудничный, Шихан | посёлок Воронцовка           |
| 3 | Чернореченский сельсовет | посёлок Чернореченск                             |                              |

### Населённые пункты
| № | Населённый пункт | Тип               | Население |
| - | ---------------- | ----------------- | --------- |
| 1 | Воронцовка       | посёлок           | ↘870      |
| 2 | Краснотурьинск   | город, адм. центр | ↘55 727   |
| 3 | Прибрежный       | посёлок           | ↘243      |
| 4 | Рудничный        | посёлок           | ↘4035     |
| 5 | Чернореченск     | посёлок           | ↗281      |

С 31 декабря 2004 года рабочие посёлки Воронцовка и Рудничный были преобразованы в сельские населённые пункты.
Исторически выделялся Воронцовский поссовет, включавший рабочий посёлок Воронцовка, посёлок Шихан.
27 февраля 2007 года был упразднён как населённый пункт посёлок Воронцовка при одноимённой железнодорожной станции. Его не следует путать с посёлком Воронцовка, имеющим статус рабочего посёлка до 2004 года. Во избежание путаницы первый условно именуется как станция Воронцовка, второй — посёлок Воронцовка.
Законом Свердловской области от 01 ноября 2019 № 94-ОЗ посёлок Шихан был упразднён.

#### ТОР  «Краснотурьинск»
Территория опережающего социально-экономического развития «Краснотурьинск», на которой действует особый правовой режим предпринимательской деятельности,  была образована на территории городского округа в 2016 году, став первой такой территорией на Урале.